# Karmitz (Küsten)
Karmitz (polabisch *karm = Futter, Nahrung) ist ein Ortsteil der Gemeinde Küsten in der Samtgemeinde Lüchow (Wendland) im niedersächsischen Landkreis Lüchow-Dannenberg.

## Lage
Der Ort liegt 8 km nordwestlich von Lüchow nördlich der Kreisstraße von Lübeln nach Metzingen am Nordrand eines Geestrückens. Karmitz ist ein Rundling.

## Geschichte
Der Ort wird im Lüneburger Lehnsregister von 1330 als Karnitze geführt, später Carmeitze und auch Carmitz genannt. Im Rahmen der Gemeindegebietsreform wurde 1972 die bis dahin selbstständige Gemeinde Karmitz zu einem Ortsteil von Küsten. Die Einwohnerzahl nahm in den letzten hundertfünfzig Jahren von über zweihundert (1848) auf unter hundert Einwohnern ab. Karmitz gehört zur Kirchengemeinde Krummasel. Die Freiwillige Feuerwehr Karmitz sorgt für den Brandschutz und die allgemeine Hilfe insbesondere auf örtlicher Ebene.

## Jaaßelmühlen
Nördlich des Dorfes liegen die Jaaßelmühlen. Im Lüneburger Lehnsregister werden 1360 und im Lüneburger Schatzregister 1450 die Jaaßelmühlen erwähnt. Es ist nicht mehr nachzuvollziehen, seit wann es in Jaaßel zwei Mühlen gegeben hat. Ebenso wie die Oldemühle befanden sich die Jaaßelmühlen im Afterlehen der Familien von Plato und von Estorf. Mitte des 19. Jahrhunderts brannte eine der beiden Mühlen ab und wurde anschließend wieder aufgebaut. Nach dem Ersten Weltkrieg wurde auch kurzzeitig Strom erzeugt. Über die Mühle wird heute noch eine Turbine betrieben, die für den Eigenbedarf zum Schroten genutzt wird. Die Mühle ist in einem gepflegten Zustand.
1880 errichtete ein angestellter Müllergeselle eine Bockwindmühle südlich des Dorfes. Im Dorf betrieb er eine Grützmühle. Nach dem Ersten Weltkrieg wurde die Windmühle zum Abbau verkauft.

## Nachweise
1. ↑  Wendland-Lexikon, Band 1, A-K, Lüchow 2000, Seite 345.
2. ↑  Wendland-Lexikon, Band 1, A-K, Lüchow 2000, Seite 346.
3. ↑  Friedrich Lange: Aus der Geschichte der Mühlen im Hannoverschen Wendland, Köhring Verlag, Lüchow 1989, Seite 162 f.
4. ↑  Friedrich Lange: Aus der Geschichte der Mühlen im Hannoverschen Wendland, Köhring Verlag, Lüchow 1989, Seite 164.